# 瑞達·班巴茲
瑞達·班巴茲（Reda Benbaziz，1993年9月9日—）是一名阿爾及利亞拳擊運動員，主攻輕量級項目。他曾獲得非洲運動會男子輕量級金牌。

## 外部連結
- AIBA （页面存档备份，存于）